# Rosz Pina
Rosz Pina (hebr. ראש פינה; arab. عكا; oficjalna pisownia w ang. Rosh Pinna; pol. Kamień Węgielny) – samorząd lokalny położony w Dystrykcie Północnym, w Izraelu.

## Położenie
Miasteczko jest położone na wschodnich zboczach góry Har Kanaan w Górnej Galilei. Leży w Rowie Jordanu, pomiędzy Doliną Hula a jeziorem Tyberiadzkim.
W jego otoczeniu znajduje się miasto Safed, miasteczka Chacor ha-Gelilit i Tuba-Zangarija, kibuc Machanajim, oraz moszaw Elifelet. Na południowy wschód od miasteczka znajduje się duża baza wojskowa Sił Obronnych Izraela.

## Demografia
Zgodnie z danymi Izraelskiego Centrum Danych Statystycznych w 2006 w osadzie żyło 2,5 tys. mieszkańców, w tym 97,6% Żydzi.
Populacja osady pod względem wieku (dane z 2006):
| Wiek (w latach) | Procent populacji w % |
| --------------- | --------------------- |
| 0-4             | 7,5%                  |
| 5-9             | 8,2%                  |
| 10-14           | 8,3%                  |
| 15-19           | 8,6%                  |
| 20-29           | 16,9%                 |
| 30-44           | 18,9%                 |
| 45-59           | 20,6%                 |
| ponad 60        | 10,9%                 |

Źródło danych: Central Bureau of Statistics.

## Historia
Pierwsza próba osadnictwa żydowskiego w tym regionie miała miejsce już w 1875. Farmaceuta Eliezer z pobliskiego miasta Safed, wraz z kilkoma synami zakupił ziemię od mieszkańców arabskiej wioski al-Jauna. W 1878 grupa 17 żydowskich rodzin założyła tutaj osadę rolniczą, którą nazwali Gai Oni. Powstała ona na kilka tygodni przed założeniem kolonii Petach Tikwa, dlatego Gai Oni była pierwszą nowożytną osadą żydowską w Ziemi Izraela. Osadnicy pragnęli zmienić styl swojego życia i utrzymywać się z pracy rolniczej. Brakowało im jednak doświadczenia rolniczego, a ich sytuację pogorszyła susza, brak żywności oraz choroby. Z tego powodu większość osadników powróciła do Safedu, a w Gai On pozostały zaledwie trzy rodziny. W 1880 osiedle to praktycznie zniknęło.

W 1882 grupa 30 żydowskich rodzin z miasta Moinești w Rumunii postanowiła wyemigrować do Ziemi Izraela, będącej wówczas częścią Imperium Osmańskiego. Wysłali swojego przedstawiciela, aby znalazł odpowiednie miejsce do osiedlenia się. Wraz z pięcioma rodzinami pionierów przybył on do Palestyny, i zamieszkał w Safedzie. W dniu 24 lipca 1882 zakupił on ziemię na której istniała wcześniej osada Gai On, oraz dokupił nowe grunty. Dzięki temu, w sierpniu 1882 z Gałacz w Rumunii wypłynął statek z żydowskimi imigrantami. Z powodu kłopotów technicznych statku, emigranci musieli wyładować się na ląd w pobliżu Bejrutu i dalszą podróż do Safedu odbyć pieszo. Bagaże przewieziono na osłach i mułach. Postanowili oni odbudować porzuconą żydowską kolonię, nadając jej nazwę od wersetu biblijnego: 
„Kamień odrzucony przez budujących stał się kamieniem węgielnym”.
Założenie osady Rosz Pina nastąpiło w dniu 12 grudnia 1882, jednak większość pierwszych mieszkańców osiedliła się w niej w 1883. Władze tureckie zabroniły żydowskim kolonistom budować nowe domy, wobec czego byli oni zmuszeni żyć w kamiennych domach odkupionych od sąsiedniej arabskiej wioski. W 1883 losami Rosz Piny zainteresował się żydowski filantrop baron Edmond James de Rothschild. W zamian za przeniesienie własności wszystkich gruntów i domów kolonii, baron uregulował nagromadzone długi oraz sfinansował dalszy rozwój osiedla. W 1887 wybudowano pierwszą synagogę, a w 1889 pierwszą w Galilei szkołę uczącą w języku hebrajskim. Lokalna gospodarka opierała się na hodowli jedwabnika, drzew oliwnych i winorośli. W kolonii wybudowano fabrykę jedwabiu, tłocznię oleju oliwkowego oraz winnicę produkującą wina. W 1900 doszło do konfliktu pomiędzy mieszkańcami Rosz Piny a baronem Rothschildem, który wycofał się z dalszego wspierania rozwoju osady. Rosz Piną zainteresował się wówczas baron Maurice de Hirsch, któremu podlegało stowarzyszenie Jewish Colonization Association. Od 1924 rozwój osady wspierała Palestine Jewish Colonization Association. W 1905 mieszkańcy porzucili tę działalność i przeszli na normalną produkcję roślinną i zwierzęcą.
W okresie panowania Brytyjczyków kolonia nadal odgrywała ważną rolę w żydowskim osadnictwie w Palestynie. W 1917 utworzono tutaj laboratorium badań nad malarią, która bardzo nękała mieszkańców. W 1920 kolonia stała się podstawą do rozpoczęcia działalności w Galilei przez Josefa Trumpeldora, który udzielił wsparcia przy organizacji żydowskiej organizacji paramilitarnej Ha-Szomer Ha-Cair. Rosz Pina odgrywała ważną rolę przy przemycaniu nielegalnych żydowskich imigrantów z Mandatu Syrii i Libanu. W kwietniu 1938 brytyjska policja mandatowa aresztowała w Rosz Pinie trzech członków żydowskiej organizacji paramilitarnej Irgun, którzy ostrzelali arabski autobus. Jednym z nich był Szlomo Ben Josef, który stał się symbolem prawicowego skrzydła izraelskiego społeczeństwa. W 1943 Brytyjczycy wybudowali na północny wschód od Rosz Piny lotnisko Mahanayim Airfield, nazwane od sąsiedniego kibucu Machanajim.
Przyjęta 29 listopada 1947 Rezolucja Zgromadzenia Ogólnego ONZ nr 181 przyznała rejon Rosz Piny państwu żydowskim. Społeczność arabska odrzuciła jednak propozycję podziału Palestyny na dwa państwa (żydowskie i arabskie) i doprowadziła do wybuchu wojny domowej w Mandacie Palestyny. Arabskie milicja sparaliżowały żydowską komunikację w Galilei. Dodatkowo, brytyjskie wojska przed wycofaniem się z rejonu Rosz Piny, przekazały Arabom większość swoich posterunków policji baz wojskowych. W dniu 26 kwietnia 1948 żydowska organizacja paramilitarna Irgun zaatakowała i przejęła posterunek policji w Rosz Pinie (fort Tegart). Na początku maja żydowska Hagana zajęła większość okolicznych arabskich wiosek. Ich mieszkańcy zostali wysiedleni, a większość domów wyburzono. Starano się w ten sposób zapewnić bezpieczeństwo komunikacji pomiędzy Tyberiadą a Rosz Piną. Podczas I wojny izraelsko-arabskiej w 1948 Rosz Pina leżała w wąskim pasie kontrolowanym przez siły izraelskie. Obszar ten był atakowany od wschodu przez wojska syryjskie (bitwa o Miszmar ha-Jarden) i od zachodu przez Arabską Armię Wyzwoleńczą. Rejon Rosz Pina był niezwykle ważny dla Izraela, ponieważ przebiegała tędy strategiczna droga łącząca kraj z osiedlami żydowskimi położonymi w północno-wschodniej części Galilei. Po wojnie w rejonie pobliskiego moszawu Miszmar ha-Jarden utworzono strefę zdemilitaryzowaną.
W 1949 Rosz Pina przejęła ziemie zniszczonej sąsiedniej arabskiej wioski al-Jauna. W arabskich domach zamieszkali nowi żydowscy imigranci oraz weterani wojskowi. W 1949 Rosz Pina otrzymała status samorządu lokalnego. W 1950 osuszono okoliczne bagna, a w 1951 rozpoczęto osuszanie jeziora Hula, które zakończono w 1958. Prace sfinansował Żydowski Fundusz Narodowy. Celem prac było poszerzenie i pogłębienie koryta rzeki, co sprawiło, że woda nie zalegała na malarycznych polach. Dodatkowo w całej dolinie wybudowano sieć kanałów irygacyjnych, które kierowały wodę do rzeki Jordan. Dzięki tym pracom zyskano ponad 15 000 hektarów nowej ziemi uprawnej i uwolniły cały region od plagi malarii. Jak się później okazało, działania osuszające doprowadziły do jałowienia ziemi, dlatego później postanowiono ponownie zalać część ziem.

### Nazwa
Nazwa Rosz Pina oznacza „kamień węgielny”, i jest zaczerpnięta z Księgi Psalmów 118:22.

## Architektura
Rosz Pina posiada następujące osiedla mieszkaniowe: HaGefanim, Pnei Golan, HaGeranot, Moszevet HaRiszonim, HaSzekedim, HaKeramim, HaSzalom, Tel Awiw, Ma'ale Kena'an, Szchuna Dromit, HaZeitim.
W centrum miasteczka zachowano oryginalną zabudowę z końca XIX wieku.

## Kultura
W miasteczku znajduje się dom kultury oraz biblioteka publiczna. Odbywa się tutaj coroczny Festival Rosz Pina, będący przeglądem profesjonalnych telewizji i przemysłu filmowego.

## Edukacja
W miasteczku znajduje się świecka szkoła podstawowa Vilkomich, w której uczy się około 230 uczniów. Średnia uczniów w klasie wynosi 29 (dane z 2008). Dzieci z rodzin religijnych dowożone są do religijnej szkoły podstawowej w Safedzie. Starsze dzieci dowożone są do gimnazjów i szkół średnich położonych w okolicy.

## Gospodarka
Przy miasteczku znajduje się strefa przemysłowa.

## Komunikacja
Z miasteczka wyjeżdża się w kierunku wschodnim na drogę ekspresową nr 90 (Metulla-Ejlat), którą jadąc na północ dojeżdża się do skrzyżowania z drogą nr 8677 prowadzącą do strefy przemysłowej, portu lotniczego Rosz Pina i miasteczka  Tuba-Zangarija – lub jadąc dalej na północ do miasteczka Chacor ha-Gelilit i skrzyżowania z drogą nr 91 (Machanajim-Ein Zivan). Natomiast jadąc drogą ekspresową nr 90 na południe dojeżdża się do węzła drogowego z drogą ekspresową nr 89 (Elifelet-Naharijja) i dalej do moszawu Elifelet. Lokalna droga nr 8900 prowadzi na południowy zachód do miasta Safed
Na północny wschód od miasteczka znajduje się  port lotniczy Rosz Pina.

## Wojsko
Na południowy wschód od miasteczka znajduje się duża baza wojskowa Sił Obronnych Izraela.